# Kethaganahalli, Bangarapet
Kethaganahalli là một làng thuộc tehsil Bangarapet, huyện Kolar, bang Karnataka, Ấn Độ.